# Federazione Puglia e Basilicata BCC
La Federazione delle Banche di Credito Cooperativo di Puglia e Basilicata costituisce l'organismo associativo delle Banche di Credito Cooperativo (BCC) delle Regioni Puglia e Basilicata a cui fornisce rappresentanza, assistenza, consulenza e formazione.
La Federazione è, a sua volta, associata a Federcasse, la Federazione Italiana delle BCC-CR.

## Storia
La Federazione Puglia Basilicata nasce nel 1967.

## Banche associate
Le Banche associate sono le seguenti in ordine di provincia di appartenenza:
Bari
- Banca di Credito Cooperativo di Bari e Taranto
- Banca di Credito Cooperativo di Cassano delle Murge e Tolve (Cassano delle Murge)
- Banca di Credito Cooperativo Degli Ulivi Terra di Bari (Palo del Colle)
- Banca di Credito Cooperativo di Locorotondo (Locorotondo)
- Banca di Credito Cooperativo di Santeramo in Colle (Santeramo in Colle)
- Banca di Credito Cooperativo di Putignano (Putignano)
- Cassa Rurale ed Artigiana di Castellana Grotte Credito Cooperativo (Castellana Grotte)

Barletta Andria Trani
- Banca di Andria Banca di Credito Cooperativo (Andria)
- Banca di Credito Cooperativo di Canosa Loconia (Canosa di Puglia)
- Banca di Credito Cooperativo Appulo Lucana (Spinazzola)

Brindisi
- Credito Cooperativo Cassa Rurale ed Artigiana di Erchie
- Banca di Credito Cooperativo di Ostuni

Lecce
- Banca di Credito Cooperativo di Leverano
- Banca di Credito Cooperativo di Terra d'Otranto

Taranto
- Banca di Credito Cooperativo di Avetrana
- Banca di Credito Cooperativo di Marina di Ginosa

Potenza
- Banca di Credito Cooperativo di Gaudiano di Lavello
- Banca di Credito Cooperativo della Basilicata

## Organi sociali
Il presidente della Federazione Puglia e Basilicata delle Banche di Credito Cooperativo è Augusto dell'Erba.